# 정밀
정밀(丁謐, ? ~ 249년)은 중국 삼국 시대 조위의 관료다. 조상의 친우며 심복으로, 고평릉의 변 후 삼족이 멸해졌다. 서주 패국 사람으로, 자는 언정(彦靖)이다.

## 사적
아버지 정비(丁斐)는 조조를 섬겨 총애를 받았다.
젊어서 교유를 넓히지 않고 경서와 전(경의 해설서)을 널리 읽었으며, 사람됨이 굳세고 재략이 있었다. 명제가 정비의 기질을 생각하여 정밀을 등용하여 탁지낭중으로 삼았다. 조상과 정밀은 어렸을 적부터 친해, 조상이 여러 차례 명제에게 정밀을 중용하도록 진언했다. 명제는 정밀이 하안 등과 같이 부화한 무리이므로, 쫓아내고 죽을 때까지 다시 등용하지 않았다.
명제가 죽고, 조상이 사마의와 함께 어린 황제 조방의 보정을 맡았다. 조상은 명제가 쫓아낸 부화한 무리들을 대거 등용했는데, 정밀도 이때 등용되어 조상의 심복이 되었다. 정밀은 조상에게 권하여 사마의를 태부로 삼게 했는데, 이는 겉으로는 사마의를 높이는 것이지만 속으로는 국사를 조상이 장악하도록 하는 계책이었다. 산기상시를 지내고, 하안·등양과 함께 상서로 승진했다. 이는 조상이 하안·필궤 등과 자신의 진언을 받아들여 마침내 사마의를 소외시키고 조정의 거의 모든 일을 자기 사람들이 주관하도록 한 일환이었다.
정밀은 하안·등양과 동료이나 모두 멸시하고 조상에게만 순복했으며, 조상 역시 정밀의 말은 항상 따랐다. 그 때문에 당시 나도는 비방하는 글에서 정밀의 횡포가 셋 중에서 가장 심하다고 지적했다. 또 황제에게 상주하여 곽태후를 별궁으로 옮겼고, 실책으로 인해 중앙으로 소환된 여강태수 문흠을 복직시켰다. 그 때문에 사마의에게 특히 미움을 받았다.
정시 중(240년 ~ 249년), 하후현, 이승, 조희와 함께 육형(신체형)을 도입하는 문제에 대해 토론했으나, 결국 결론을 내지 못했다.
정시 10년(249년) 정월, 사마의가 쿠테타를 일으켜 조상 일당을 주멸할 때, 정밀 역시 삼족이 멸해졌다.